# アセチルコリンエステラーゼ阻害剤

アセチルコリン

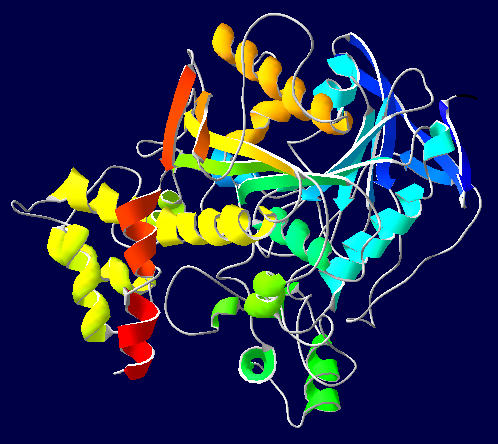
アセチルコリンエステラーゼ

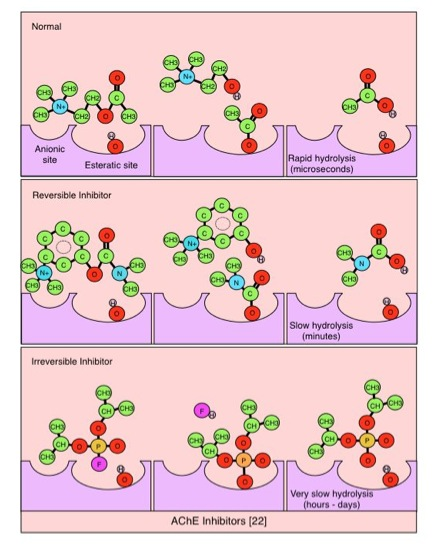
アセチルコリンエステラーゼ阻害

アセチルコリンエステラーゼ阻害剤（アセチルコリンエステラーゼそがいざい, Acetylcholinesterase inhibitor、AChEI）とはアセチルコリンエステラーゼの活性を阻害し神経末端のアセチルコリンの濃度を上昇させることで副交感神経を興奮させ、神経筋接合部の活動を促進する。
可逆性AChEI薬は治療用に使われるものも多い。治療目的としては排尿障害に対して臭化ジスチグミンが、重症筋無力症に対して臭化ジスチグミンや塩化アンベノニウムが、全身麻酔時の筋弛緩薬に対する拮抗薬としてネオスチグミンやエドロホニウムが、アルツハイマー病などの改善薬として塩酸ドネペジルやリバスチグミンなどが使用されている。
また、非可逆性AChEI薬は一部治療用に使用されるものもあるが、多くは殺虫剤や農薬として使われる。また化学兵器のサリンやVXガスなどもコリンエステラーゼ阻害薬の一種である。

## 用途
AChEIは、以下の形で存在する。
- 自然由来の毒素
- 神経作用物質として化学兵器
- 農薬の殺虫剤
- 医療用途
  - 重症筋無力症の治療。神経筋伝達を促進させる。
  - 緑内障の治療
  - 姿勢性頻脈症候群の治療
  - 抗コリン薬中毒の解毒剤
  - 非脱分極筋弛緩薬の抑制
  - アルツハイマー病などの神経疾患の治療（とくにアパシー型）
  - 明晰夢（Lucid dream）の発生率を増加させる（レム睡眠を長くするため）[2]
  - アルツハイマー病、レビー小体型認知症、パーキンソン病の治療。これら神経変性疾患においてAChEIは認知症による認知機能（記憶と学習の障害）改善のために用いられる。[3]
  - 統合失調症患者の認知障害の治療。陰性症状、陽性症状、感情問題の治療について効果を示すといういくつかの証拠がある[4][5][6]
  - 自閉症の治療においてレム睡眠の割合を高める。明晰夢の増加と同じ仕組みである[7][8]。

## 種類
アセチルコリンエステラーゼ阻害剤には可逆性のものと非可逆性のものがある。以下に主な薬剤を挙げる。

### 可逆性
- 有機リン系
  - メトリホナート（トリクロルホン）
- カルバメート系
  - フィゾスチグミン
  - ネオスチグミン（商品名ワゴスチグミン）
  - ピリドスチグミン（商品名メスチノン）
  - リバスチグミン（商品名イクセロン,リバスタッチ）
  - ジスチグミン（商品名ウブレチド）
  - アンベノニウム（商品名マイテラーゼ）
- フェナントリン系
  - ガランタミン（商品名レミニール）
- ピペリジン系
  - ドネペジル（商品名アリセプト）
- タクリン
- フペルジンA（Huperzine A）
- エドロホニウム（テンシロン、商品名アンチレクス）
- フェノチアジン系 （抗精神病薬）

### 非可逆性
- 有機リン系
  - エコチオフェート
  - ジイソプロピルフルオロリン酸（DFP）
  - シクロサリン（GF）
  - サリン
  - タブン
  - ソマン
  - VXガス
  - VGガス
  - VEガス
  - VMガス
  - ジアジノン
  - マラチオン
  - パラチオン
- カルバメート系
  - アルジカルブ
  - ベンジオカルブ
  - カルバリル
  - カルベンダジム
  - カルボフラン